# Ellandaikuttai
Ellandaikuttai es una ciudad censal situada en el distrito de Namakkal en el estado de Tamil Nadu (India). Su población es de 16160 habitantes (2011). Se encuentra a 52 km de Namakkal y a 56 km de Salem.

## Demografía
Según el censo de 2011 la población de Ellandaikuttai era de 16160 habitantes, de los cuales 8258 eran hombres y 7902 eran mujeres. Ellandaikuttai tiene una tasa media de alfabetización del 69,76%, inferior a la media estatal del 80,09%: la alfabetización masculina es del 78,05%, y la alfabetización femenina del 61,13%.